# أيدع فيرنلدي
أيدع فِيرنَلْدي (الاسم العلمي: Dracaena fernaldii)، نوع من النباتات المُزهرة المتوطنة في جزيرة لانائي في هاواي. وهي معروفة بالاسم الشائع لاناي هَلا بيبي Lanai hala pepe. يمكن العثور عليها في الغابات الجافة على ارتفاعات 490-670 مترًا (1،610-2200 قدم). إنها مهددة بخسارة موائلها. لا يزال 400-1000 من هذه النباتات في البرية، ولكن لوحظ أن حشودها تضائلت في السنوات العشر الماضية. أسباب عدم التحشد غير واضحة.
هو من الأنواع المهددة بالانقراض المدرجة اتحاديًا في الولايات المتحدة

## روابط خارجية
- World Conservation Monitoring Centre. 1998. Pleomele fernaldii. The IUCN Red List of Threatened Species 1998. Downloaded on 10 September 2015.

.